# Voyageur, représentant et placier
Pour les articles homonymes, voir VRP et Représentant.
 (février 2019).
En France, le représentant de commerce, très souvent appelé VRP (voyageur, représentant et placier), est un salarié dont la fonction est de démarcher une clientèle de particuliers ou d’entreprises pour le compte d’un ou plusieurs employeurs.
Dans le langage courant, « VRP » désigne souvent le commercial terrain. Toutefois, le métier de commercial terrain peut être exercé en tant que salarié (VRP ou non) ou indépendant (agent commercial, VDI…). Le VRP bénéficie, quant à lui, d’un statut juridique spécifique.
L’usage est de parler de « VRP exclusif » lorsque le VRP travaille pour un seul employeur, de  « VRP multicartes » en cas d’employeurs multiples.

## VRP et les métiers
VRP recouvre des métiers très différents :
- vente aux particuliers (B2C) : vente de produits grand public complexes (véranda/fenêtre, panneaux solaires…) ; vente de produits avec fidélisation (produits surgelés…) ; porte-à-porte de produits « one shot » (livres, abonnements, produits de beauté…) ;
- vente aux entreprises (B2B) : détaillants, réseaux spécialisés, grandes surfaces…dans des secteurs comme le BTP, la parfumerie, le textile, le luxe ou encore la publicité

Dès lors le statut de VRP peut être attribué à toutes les formes du métier de commercial : représentant débutant, technico-commercial, ingénieur d’affaires…
Le VRP a pour objectif principal de développer la clientèle, mais représentant la société vis-à-vis de sa clientèle, il est amené à s’intéresser aux nouveaux besoins clients (marketing) ou encore aux problèmes rencontrés (SAV). S’il vend en B2B en distribution (boutique, supermarché…), il va aussi chercher à mettre en avant ses produits dans les rayons (merchandising).

## Conditions d’obtention du statut VRP
Le salarié doit bénéficier du statut VRP lorsque ces conditions sont réunies :
1. travaille pour le compte d'un ou plusieurs employeurs ;
2. exerce en fait d'une façon exclusive et constante une profession de représentant ;
3. ne fait aucune opération commerciale pour son compte personnel ;
4. est liée à l'employeur par des engagements déterminant :
  - la nature des prestations de services ou des marchandises offertes à la vente ou à l'achat ;
  - la région dans laquelle il exerce son activité ou les catégories de clients qu'il est chargé de visite ;
  - le taux des rémunérations.

## Convention collective interprofessionnelle
Le VRP ne dépend pas de la convention collective de son entreprise, mais de celle des VRP qui est interprofessionnelle, sauf dispositions conventionnelles contraires (notamment celle du VRP négociateur immobilier).

## Contrat de VRP[6]
Le statut de VRP est associé à toutes formes de contrat (CDI, CDD…).
La période d’essai est de 3 mois (non renouvelable).
Un contrat de VRP doit comprendre au moins :
- le taux de rémunération et de commission
- la nature des produits/services à vendre
- la clientèle à prospecter (secteur géographique et/ou catégories de clients)

### Horaires de travail
Les dispositions légales sur la durée du travail (35 heures par semaine) ne sont pas applicables au VRP (sauf des horaires de travail précis et contrôlables). Le VRP peut exercer à temps partiel, mais dans ce cas aucune clause d’exclusivité vis-à-vis de l’employeur n’est possible.

### Exclusivité de clientèle
L’exclusivité de clientèle peut être attachée à un secteur géographique et/ou à une catégorie de clients (détaillant, grande surface…).
Des conditions d’évolutions peuvent être prévues dans le contrat, mais la clause de mobilité géographique (lorsqu’elle est insérée dans le contrat) ne peut être mise en œuvre sans l’accord du VRP.

### Rémunération
La rémunération du VRP exclusif est constituée en général d’un salaire fixe, de commissions ou primes. Elle peut ne comporter que des commissions. Il existe un minimum conventionnel de salaire.
Celle du VRP multicartes est habituellement constituée à 100 % de commissions.

### Salaire minimum conventionnel du VRP exclusif
Le VRP exclusif travaillant à temps plein ne peut en aucun cas être rémunéré en dessous du minimum conventionnel, qui correspond hors frais à 520 fois le taux horaire du SMIC par trimestre (ex : 520 x 9,53€ = 4955€ brut trimestriel). Le remboursement des frais ne peut être inclus dans ce minimum.
Si à l’issue d’un trimestre, le VRP exclusif n’atteint pas le minimum conventionnel avec son salaire fixe et ses commissions, l’employeur verse la différence.
Ce complément peut être récupéré par l’employeur sur la future rémunération du salarié, si le salaire dépasse le minimum conventionnel (dans les 9 mois suivants au maximum).

### Objectifs et commissions
Les objectifs ou quotas sont fixés contractuellement. Ils peuvent être modifiés par l’employeur avec l’accord explicite du VRP (souvent il s’agit d’un chiffre d'affaires minimal à réaliser ou un nombre de contrats à conclure).
Ces objectifs contractuels ne peuvent constituer valablement par avance un motif de licenciement. Ils doivent se baser sur des objectifs réalistes et contrôlables.

### Paiement des commissions
La commission est généralement due à la suite de l’encaissement de la commande. Toutefois, l’employeur effectue souvent une avance sur commission dès l’enregistrement de la commande, en attendant le paiement du client. Si la vente n’a pas lieu, il peut récupérer cette avance (sauf si l’absence de paiement est imputable à l’employeur).
Pour le VRP exclusif, qui dispose généralement d’un salaire fixe, le paiement est réalisé mensuellement.
Pour le VRP multicartes, rémunéré essentiellement à la commission, le paiement est réalisé par trimestre (toutefois le VRP peut demander des acomptes).

### Frais professionnels
Les frais professionnels engagés par un VRP doivent lui être remboursés à moins qu’il ait été prévu contractuellement qu’il en conserverait la charge moyennant le versement d’une somme forfaitaire prévue.
Le remboursement peut se faire au réel, sur la base de justificatifs ou au forfait. L’on peut concevoir que les frais soient remboursés aussi via une majoration du taux de commission.

## Congés et arrêt

### Congés payés
Les congés payés répondent aux conditions du droit commun.
Sur la rémunération variable, les droits du salarié seront calculés selon la règle du 1/10e de la rémunération perçue au titre de l’exercice (la période de référence courant du 1er juin au 31 mai de l’année en cours).
Le VRP exclusif doit poser ses congés comme les autres salariés. Le VRP multicartes prend en général ses congés comme il l’entend.

### Congés maternités et arrêt maladie
Les conditions du droit commun sont appliquées pour les congés maternité, mais aussi en cas d’arrêt maladie ou accident du travail. 
Des dispositions spécifiques ont été prévues dans la convention des VRP afin de compléter le cas échéant les indemnités journalières de la sécurité sociale dans ces situations.

## Fin de contrat

### Indemnité de licenciement
L’indemnité légale de droit commun peut être demandée mais en général le VRP se tourne vers les autres indemnités prévues à son profit : indemnité conventionnelle, indemnité spéciale de rupture ou indemnité de clientèle.
L’indemnité de clientèle n’est pas forcément retenue car souvent complexe à apprécier ;  les VRP s’orientent alors vers les autres indemnités prévues par la convention collective.

### Assurances chômage
Les conditions du droit commun s’appliquent. Le VRP multicartes est dédommagé à partir du moment où l’employeur perdu représente plus de 30 % de ses revenus.

## Particularités

### VRP multicartes
Le VRP multicartes est tenu d’informer ses employeurs de la prise de nouvelles cartes. Étant tenu à une obligation de loyauté il ne peut prendre de cartes concurrentes à l’insu de ses employeurs.
Le VRP multicartes ne cotise pas à l’URSSAF mais à la Caisse de Compensation des VRP (CCVRP).

### VRP négociateur immobilier
Le VRP négociateur immobilier ne dépend pas de la convention des VRP, mais de celle de l’immobilier.
Il doit percevoir un minimum garanti de 1300€ brut mensuel (avenant 2008 ) sous forme d'une avance sur commission non remboursable. Les comptes sont établis chaque trimestre en comparant les avances et les commissions dues. Le minimum garanti reste acquis quoi qu’il arrive.

## Comparaison avec les autres formes de vente terrain
Le statut VRP est concurrencé par diverses formes d’exercice de la vente terrain : salariat non VRP, agent commercial, VDI ou encore portage salarial.
Un VRP ne doit pas être confondu avec les autres intermédiaires de commerce :
- agent commercial. Les différences majeures entre le VRP et l’agent commercial tiennent au fait que l’agent commercial est un mandataire externe à l'entreprise qui accomplit des actes commerciaux et juridiques, tandis que le VRP est rattaché à cette entreprise. Le statut d’agent commercial est protégé par la loi et est rattaché au tribunal de commerce[10].

Le statut VRP peut revêtir un intérêt particulier dans plusieurs cas.

### Intérêt pour le VRP
- Reconnaissance directe du travail fourni (si rémunération à la commission, augmentation du salaire en fonction de l’accroissement du chiffre réalisé)
- Sécurité du statut salarié (maladie, congés, retraite, chômage, frais…) contrairement à d’autres statuts proches (agent commercial / VDI ou portage salarial)
- Le VRP bénéficie d’une certaine autonomie dans l’organisation de son travail. Il doit disposer d’une marge de manœuvre suffisante dans sa recherche de nouveaux clients

### Intérêt pour l’employeur d’un VRP
- Rémunération à la commission. La règlementation sur la durée du travail n’est souvent pas applicable – car pas d’horaires fixes et contrôlables de travail (contrairement au commercial non VRP).
- Lien de subordination permettant d’imposer des objectifs contractuels, des rapports d’activité, des présences à des réunions commerciales, etc. (contrairement à un indépendant Agent commercial/VDI ou à un portage salarial).

## Sources
1. ↑  Articles L. 7311-1 et suiv. du Code du travail et la convention collective - cf Legifrance
2. ↑  L'Etudiant - VRP pour Yves-Saint-Laurent
3. ↑  Legifrance - Code du travail - Article L7311-3
4. ↑  Legifrance - Accord Nationale Interprofessionnel (ANI) des VRP
5. 1 2  Convention Collective Nationale (CCN) de l'immobilier - Statut de négociateur immobilier
6. ↑  CCI Paris - Le VRP : statut et contrat de travail
7. ↑  VRP - Mode d'Emploi (PDF)
8. ↑  Convention collective nationale (CCN) de l'immobilier - Avenant relatif au salaire minimum brut mensuel du négociateur immobilier VRP
9. ↑  Jurimodel - La profession d'agent immobilier
10. ↑  « Différences entre VRP et agent commercial »